# Lenín Cerna
Reinaldo Gregorio Lenín Cerna Juárez (1946 León, Nicaragua) es un político y militar nicaragüense, que fue jefe de la Dirección General de Seguridad del Estado (DGSE). Es representante de la corriente radical en el partido Frente Sandinista de Liberación Nacional (FSLN). Tras la derrota del FSLN en las elecciones de 1990 y el cambio de gobierno en Nicaragua, fue inspector general del Ejército de Nicaragua. Desde 1999 es coordinador de las campañas electorales del FSLN. Se le considera una de las figuras más influyentes del círculo de Daniel Ortega.

## Ingreso en el FSLN
Nacido en una familia de refugiados de El Salvador. Sus padres participaron en el movimiento comunista salvadoreño en 1932, después de la represión emigraron a Nicaragua. René y Juliana Cerna dieron a sus hijos los nombres de Lenin, Engels y Krupskaya. Lenin Cerna se crio sobre la base de la ideología comunista. Los recuerdos familiares de la derrota de 1932 alimentaron un carácter duro y un deseo de venganza.
A la edad de 17 años, Lenín Cerna se unió al FSLN. Cinco años después, en 1968, fue arrestado y encarcelado. En 1974 fue liberado, junto con otros presos políticos, después de que guerrilleros del FSLN tomaran rehenes en la casa del funcionario público José María Castillo Quant. Se hizo cercano a Daniel Ortega y Tomás Borge, mostró preferencia por las operaciones encubiertas y desarrolló las habilidades para realizarlas. Participó en enfrentamientos militares, casi muere en un tiroteo con la Guardia Nacional en 1977.

## La DGSE
Tras la victoria de la Revolución Sandinista y el ascenso al poder del FSLN, Lenín Cerna decidió servir en el aparato de Tomás Borge. Inicialmente fue agregado de la embajada de Nicaragua en Honduras, donde, según algunas informaciones, participó en los asesinatos de emigrantes políticos opositores. Cerna luego se convirtió en el jefe la Dirección General de Seguridad del Estado (DGSE). Supervisó la supresión de la oposición, la represión contra los opositores políticos del FSLN y los campesinos que resistieron la colectivización. Se cree que Cerna estuvo involucrado en varios asesinatos políticos, incluido Jorge Salazar. También condujo la eliminación del derrocado dictador Anastasio Somoza Debayle.
Bajo el liderazgo de Cerna, la DGSE se convirtió en una fuerza policial política y de inteligencia eficaz. Según él, hasta el 80% del personal fue capacitado en la KGB de la URSS, la Dirección de Inteligencia (DGI) de Cuba, la Stasi de Alemania Oriental y la Darzhavna Sigurnost de Bulgaria. Se formaron grupos de trabajo y una extensa red de informantes. La DGSE jugó un importante papel represivo durante la Guerra Civil de Nicaragua en la década de 1980. Se convirtió en un hombre de "trabajo sucio" dentro de la DGSE, la inteligencia del gobierno sandinista. Fue acusado de ser uno de los autores intelectuales del atentado de La Penca.

## Evitando la persecución
Las luchas armadas entre los contras y el declive del apoyo externo a fines de la década de 1980 obligaron al gobierno de Ortega a negociar la paz y acordar elecciones libres. El 25 de febrero de 1990, la líder de la coalición opositora de centroderecha y derecha, Unión Nacional Opositora (UNO) que también incluía al Partido Socialista y Comunista, Violeta Barrios de Chamorro, fue elegida presidente de Nicaragua. Terminó el primer periodo del FSLN.
El nuevo gobierno democrático disolvió la DGSE. Se estableció un nuevo servicio de seguridad, la Dirección de Información para la Defensa (DID). Durante algún tiempo, Lenin Cerna permaneció al frente del DID, pero pronto fue destituido de este cargo.
Los activistas de la oposición exigieron que Lenin Cerna fuera juzgado por represión y asesinato. Sin embargo, los términos de los acuerdos de paz no lo permitían. Cerna se incorporó al ejército como inspector militar.
En 1999, bajo la presidencia de Arnoldo Alemán, volvió a surgir la cuestión de llevar ante la justicia a Lenín Cerna. En respuesta, la dirección del FSLN amenazó con una dura reacción: "El coronel Cerna participó en la lucha sandinista, fue un miembro importante del gobierno que presidí. Si alguien tiene quejas contra él, las tiene contra mí. Responderé todo lo que se tomó en su contra. Quien participará en esto, recuerde: está jugando con fuego."
Daniel Ortega. Cerna nunca fue procesado, pero se vio obligado a dejar el ejército.

## Inteligencia del partido
Desde 1999, Lenín Cerna dirige el departamento de organización y los comandos electorales en el FSLN. En las elecciones de 2006 ganaron los sandinistas. Daniel Ortega volvió a ser presidente y ganó la reelección en 2011. El segundo periodo sandinista difiere en muchos aspectos del de la década de 1980, pero sigue siendo autoritario. Esto se ve como una influencia considerable de Lenín Cerna, aunque la ideología actual del FSLN no es marxista y presta mucha atención a los valores patriarcales tradicionales.
Lenín Cerna, junto con Bayardo Arce Castaño (asesor económico de Ortega) y Rosario Murillo (esposa y secretaria de prensa de Ortega) son considerados una de las figuras clave en la dirección del partido.
En agosto de 2013, Lenín Cerna fue nombrado coordinador político del sistema judicial de Nicaragua. Casi al mismo tiempo, los observadores notaron su conflicto con Murillo: la primera dama de Nicaragua buscó la destitución de los subordinados de Cerna del partido y el aparato estatal. El enfrentamiento tomó formas bruscas y casi condujo al uso de unidades de poder. El arreglo requirió la mediación de Arce. Estos hechos fueron evaluados como signos de una división en la dirección del FSLN: Murillo favorece un curso político menos duro que Cerna.
Lenín Cerna, junto con Ortega y Murillo, pertenece a las figuras más odiadas por la actual oposición armada nicaragüense. El lema "Muerte a Lenín Cerna" aparece en los materiales de propaganda de la clandestinidad antigubernamental.
En 2022 la Oficina de Control de Activos Extranjeros del Departamento del Tesoro de los Estados Unidos sancionó a Lenín Cerna y otros altos funcionarios nicaragüenses. Estados Unidos indicó que "todas las propiedades e intereses en la propiedad de estas personas que se encuentran en los Estados Unidos o en posesión o control de personas de los EE. UU. están bloqueados."

## Vida personal
Las cualidades personales de Lenín Cerna, inclinado al lujo y la juerga, están lejos de la moral patriarcal y en ocasiones suscitan el rechazo incluso entre los aliados políticos. Le gusta tomar tequila, whisky y vodka. Ama la música de Eric Clapton.
Lenín Cerna está casado con Marisol Castillo, hija de José María Castillo Quant, un funcionario de Somoza que fue tomado como rehén por guerrilleros sandinistas en 1974 exigiendo la liberación de Cerna y otros presos políticos. Marisol Cerna era una funcionaria de la DGSE al servicio de su esposo.
Tiene varios hijos de matrimonios anteriores. Uno de sus hijos, Félix Lenín Cerna Baldovino, murió en un accidente automovilístico en 2008.